# Савёловский машиностроительный завод
«Савёловский машиностроительный завод» (ООО СМЗ) — бывшее крупнейшее станкостроительное предприятие по производству высокотехнологичных и наукоёмких станков. Располагался в микрорайоне Савёлово города Кимры Тверской области.
Завод специализировался на проектировании и производстве токарных и фрезерных станков с ЧПУ, оборудовании для обработки титановых и жаропрочных сплавов, осуществлялось производство продукции для предприятий авиационной и оборонной промышленности.
С июля 2022 на территории бывшего СМЗ разместился АО «Савеловский технопарк», где создан инновационный проект по производству искусственных алмазов. Идёт реконструкция и проектирование новых цехов. На территории предприятия появились различные резиденты, создано около тысячи рабочих мест.

## История

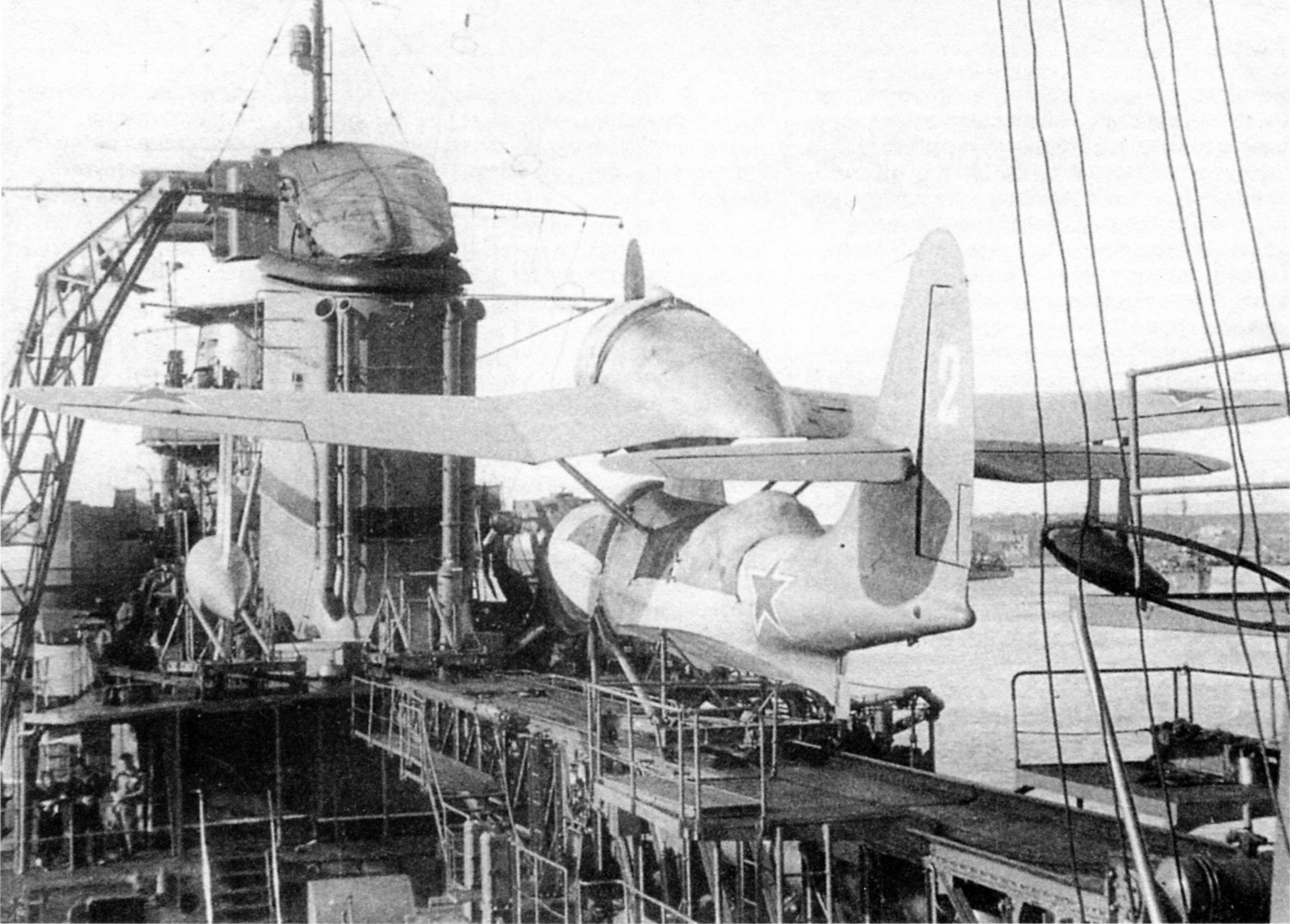
Гидросамолёт КОР-2 на катапульте крейсера «Молотов», 1941 год

Своё начало предприятие берёт в 1915 году с момента строительства в Савёлове железнодорожных мастерских по ремонту узкоколейного подвижного состава.
В 1930 году предприятие расширяется. Завозится оборудование, и на базе учебно-производственных мастерских ЦИТ Москвы был образован завод для выпуска станков.

### Савёловский авиационный завод
В 1937 году завод переходит в подчинение Наркомата обороны. В 1939 году завод получает название: Государственный Союзный завод № 288. Происходит смена профиля предприятия. Завод готовит к производству в 1941 году гидросамолет КОР-2 (всего на Савёловском заводе произведено 2 единицы, далее производство было эвакуировано в Омск)..
В 1939 году формируется филиал Савёловского авиационного завода под обозначением "завод № 30" на левобережной части посёлка Иваньково (ныне Дубненский машиностроительный завод, г. Дубна).  
В 1943 году директором Савёловского завода становится И. А. Панков. В 1944 году предприятие получает название Государственного Союзного завода № 491.
В 1946 году приказом МАП определён профиль предприятия как завода по выпуску токарных прецизионных высокопроизводительных станков.
В 1948 году Минавиапромом было принято решение организовать на базе завода производство специального технологического оборудования для заводов авиационной промышленности.

### Савёловский машиностроительный завод

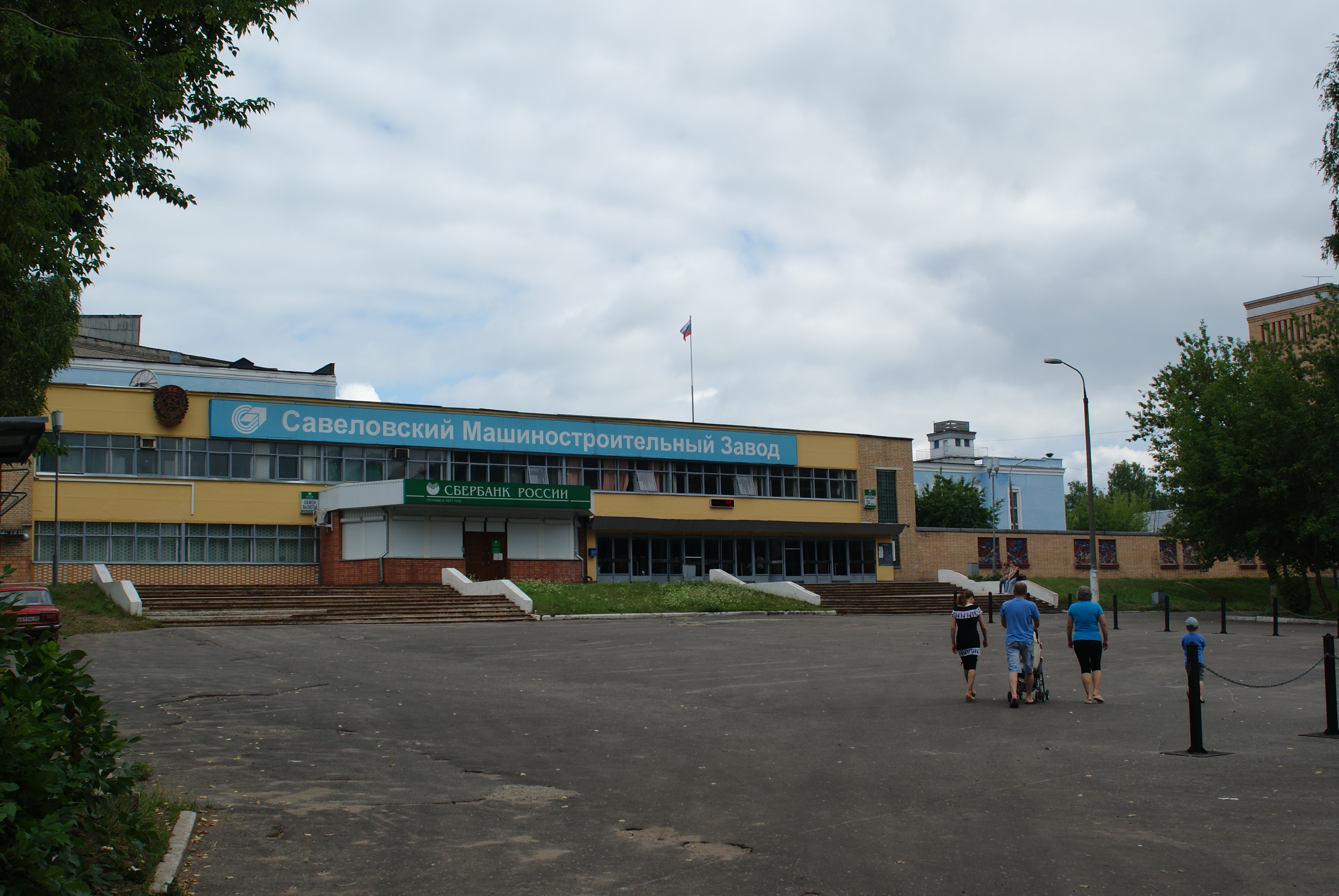
Савеловский машиностроительный завод (фото начала 2010-х годов)

В 1966 году предприятие получает название: Савёловский машиностроительный завод (СМЗ). В 1979 году переименовано в Савёловское производственное объединение «Прогресс» (СПО «Прогресс»).
13 апреля 1983 года за заслуги в создании новой авиационной техники СПО «Прогресс» Указом Президиума Верховного Совета СССР был награждён орденом Трудового Красного Знамени.
В марте 1993 года предприятие было зарегистрировано как «Савёловское машиностроительное открытое акционерное общество» (ОАО «Савма»)..
30 октября 1996 года предприятие получает прежнее название «Савёловский машиностроительный завод» (ОАО «СМЗ»).
В апреле 2004 года ОАО «СМЗ» вошёл в группу компаний «Бородино».
В марте 2012 года на производственно-технической и кадровой базе СМЗ ОПК «Оборонпром» создала 100 % дочернее ООО «Савёловский машиностроительный завод».
В начале 2014 года ООО «СМЗ» вошло в состав российского станкостроительного холдинга «Станкопром».
В 2016 году на базе ООО «СМЗ» был создан Савёловский станкостроительный завод (ССЗ), ставший частью станкостроительной компании «СТАН».

### Реорганизация

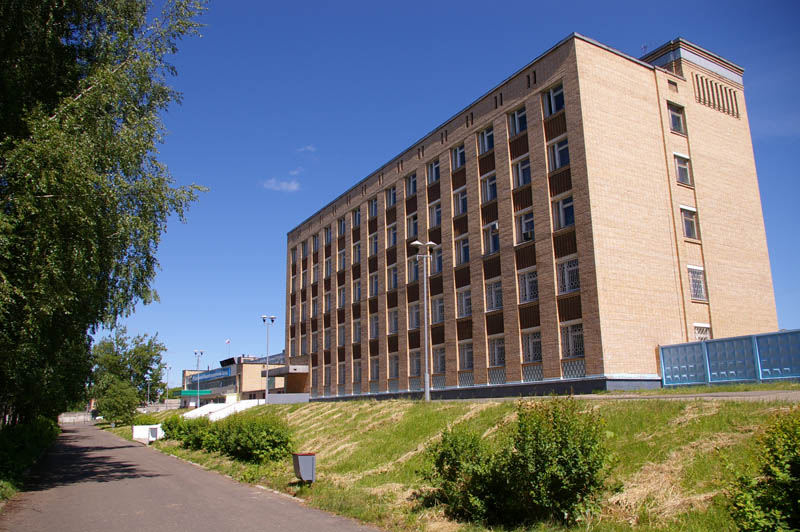
Здание заводоуправления СМЗ

В 2020 году должен был быть создан индустриальный парк на территории Савёловского станкостроительного завода, но этого так и не произошло. Предприятие стало банкротом.
В начале 2022 года был выставлен на продажу за цену в 229 млн. рублей. В апреле 2022 года завод был куплен частным лицом за 345 млн. рублей. 
В июле 2022 года зарегистрировано АО «Савёловский технопарк».
В 2022-2023 годах часть цехов бывшего СМЗ снесена, в других идёт реконструкция.
В бывших заводских цехах, разместились резеденты Тверской и Московской областей, запущены новые производства. Полным ходом идёт восстановление и реконструкция бывших корпусов. Появилась обновленная и современная центральная проходная, на территории технопарка идёт благоустройство территории. 
Идёт восстановление производственных мощностей.
В комплекс завода входят 58 зданий, 6 участков земли в собственности и 9 – в аренде, 138 единиц спецтехники.